# さくら色のワルツ
「さくら色のワルツ」（さくらいろのワルツ）は、篠笛（しのぶえ）奏者　佐藤和哉の楽曲である。2013年NHK連続テレビ小説『ごちそうさん』の主題歌「雨のち晴レルヤ」（ゆず）の原曲であり、モチーフとなっている。

## 概要
- 毎年、満開の桜の下で繰り広げられる、新しい出発を祝う喜びの光景と、その出発に伴う別れの切なさ。そんな情景を、柔らかなさくら色に重ねて描いたワルツ。[2]
- 桜の景色に似合うことはもちろん、優しく穏やかなメロディーは温かな情景を想起させ、さまざまな番組のBGMとして採用されている。[3]
- 篠笛は6本調子を使用。

## CDと楽譜
- 初発はアルバム『ふうちそう』　に収録され、2013年5月25日にふうち草から発売された。ここでは、ピアノ伴奏にのせて、秋山璃帆のトランペットの音色と共に篠笛を奏でている。
- シングル『帰路の夕焼け』[4]では、ピアノ伴奏にのせて篠笛のみでの演奏が収録されている。
- アルバム『フエウタイ』[5]の中では、ギターの柔らかな伴奏にのせた篠笛バージョンの演奏が収録されており、これまでとは違った雰囲気が楽しめる。
- 楽譜の初発は、2014年7月1日発行の『ふうちそう』の中に収録されている。ここでは、トランペットとのコラボバージョンの楽譜が採用されている。しかし篠笛愛好者からの要望が多く、2016年3月20日「さくら色のワルツ」の篠笛独奏版の楽譜も発売された。初回生産限定版として「さくら色のワルツ」の“篠笛バージョン”、“トランペットと篠笛バージョン”、“ピアノ伴奏”の3パターンが収録されたCDも、同時に発売された。

## エピソード
「さくら色のワルツ」が「雨のち晴レルヤ」のモチーフ曲として採用される経緯は、佐藤が知り合いの出演するコンサートに行ったときに、ゆずの関係者にCDを渡したことに始まる。その後、そのアルバムに入っていた「さくら色のワルツ」を聴いたゆずが曲を気に入り、その曲をもとに歌を一緒に作ろうと声がかかった。
ゆず北川悠仁は、「 雨のち晴レルヤ 」の制作過程について語るなかで、言わば総合芸術というプロジェクトを立ち上げる感覚でいたときに篠笛の佐藤が演奏する曲に出会い、それが自分が描こうとしているものにしっくりくると思い、プロジェクトに入ってもらった、と話している。また、三拍子の曲については、より多くの人に届く朝ドラの曲として少し迷いもあったが、言葉の乗せ方と当時の時代感覚みたいなものが三拍子だと表現しやすく、世界観を描く上でもポイントになった、と語っている。